# نورا، نبراسکا
نورا(به انگلیسی: Nora) شهری در ایالت نبراسکا کشور ایالات متحده آمریکا است که جمعیت آن در سرشماری سال ۲۰۱۰ میلادی، ۲۱ نفر بوده‌است.